# Надежда Кучер
Надежда Кучер (рус. Надежда Анатольевна Кучер; Минск, 18. мај 1983) је оперска певачица (сопран). Завршила је Конзерваторијум у Санкт Петербургу.